# Adam Oršić
Adam Oršić Slavetički (Gornja Stubica, 13. studenog 1748. – Zagreb, 1820.), hrvatski velikaš i kroničar iz hrvatske velikaške obitelji Oršić Slavetički.
Rodio se u obitelji baruna, a od 1744. godine grofa Krste II. Oršića († 1782.) i Josipe Zichy († 1778.). Imao je mlađu braću, Ivana Nepomuka (1753. – 1792.) i Franju Ksaverskog (1758. – 1807.).
Bio je carsko-kraljevski komornik i pisac memoara na njemačkom jeziku koji se smatraju jednim od od najvažnijih izvora za hrvatsku povijest na prijelazu iz 18. u 19. stoljeće. U svojim memoarima pod naslovom Uspomene Adama grofa Oršića Slavetićkoga od god. 1725. do god. 1814. dao je sažet vlastiti životopis i povijest svoje obitelji, a potom kratku kroniku zbivanja za njegova život u Hrvatskoj i Europi.
Iz prvog braka s Leonardom Vojković imao je četvero djece, Reginu, Jurja, Josipu i rano preminulog Petra, a iz drugog braka s Franciskom Keglević imao je također rano preminulog sina Ladislava. Njegov jedini muški nasljednik bio je Juraj Oršić, pristaša Hrvatskog narodnog preporoda, koji je umro 1847. godine s čime se gasi politička, društvena i kulturna aktivnost Oršića Slavetičkih. Lozu je nastavio Adamov mlađi brat Ivan Nepomuk koji je imao četvoricu sinova, Augusta, Vilima, Ernesta i Karla te dvije kćeri, Antoniju i Valburgu.

## Vanjske poveznice
- Oršići – Hrvatska enciklopedija
- Obitelj Oršić – msb.mhz.hr